# Chiesa di San Giorgio (Eisenach)
La chiesa di San Giorgio (in tedesco Georgenkirche) è una chiesa luterana della città tedesca di Eisenach, posta sulla piazza del mercato.
È una delle prime chiese protestanti.

## Storia

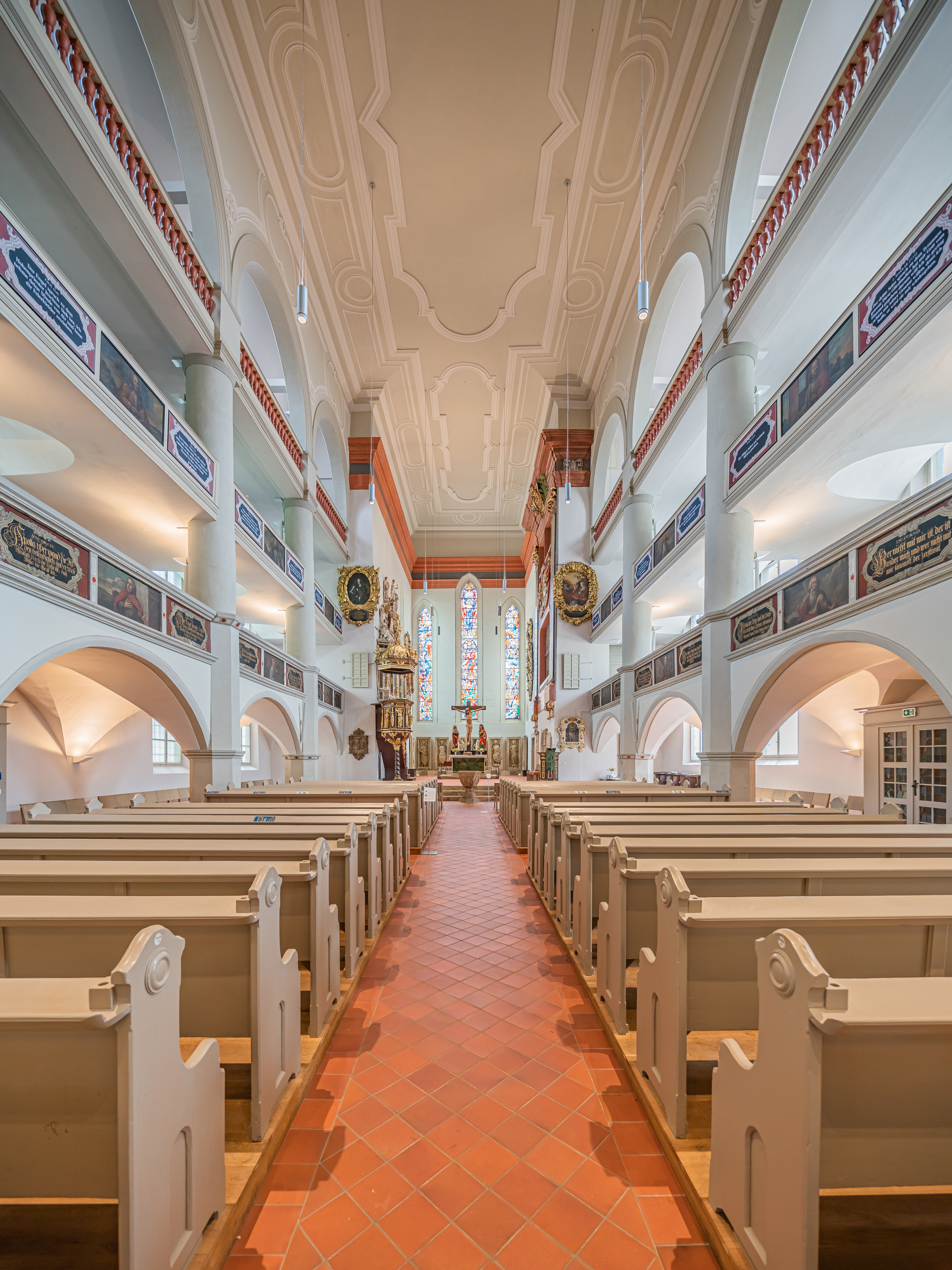
L'interno

La chiesa fu costruita dal 1515 al 1560 sul luogo in precedenza occupato da una chiesa più antica risalente al 1185.
La torre venne eretta nel 1902.

## Caratteristiche
Si tratta di una chiesa a pianta basilicale a tre navate.